# گلب واتاگین
گلب واتاگین (انگلیسی: Gleb Wataghin؛ زاده ۳ نوامبر ۱۸۹۹ درگذشته ۱۰ اکتبر ۱۹۸۶) یک دانشمند ایتالیی-اکراینی بود.
وی که در دوران امپراتوری روسیه در کوتوفسک به دنیا آمد به عنوان یک فیزیکدان نقش بسزایی در آموزش و پژوهش در دانشگاه سائوپائولوی برزیل و دانشگاه تورین ایتالیا داشت.